# Haplusia hondrui
Haplusia hondrui är en tvåvingeart som först beskrevs av Boris Mamaev 1964.  Haplusia hondrui ingår i släktet Haplusia och familjen gallmyggor.
Artens utbredningsområde är Rumänien. Inga underarter finns listade i Catalogue of Life.